# 김학철 (1916년)
김학철(金學鐵, 1916년 11월 4일 ~ 2001년 9월 25일)은 조선의용대에서 활동한 독립운동가이자, 8.15 광복 후 소설가였던 조선인이다. 본명은 홍성걸(洪性傑)이고 1933년 중화민국 장쑤 성 상하이 외유 시절 송진우(宋津雨)라는 가명도 사용하였다. 별칭으로는 '조선의용대 마지막 분대장'이라 불린다. 호(號)는 추산(秋山).

## 생애
1916년 함경남도 원산에서 출생하여 지난날 한때 함경남도 함주에서 잠시 유아기를 보낸 적이 있는 그는 훗날 평안남도 평양에서 보통학교 시절을 보냈으며 경성부에서 중학 시절을 보낸 이후 1933년 보성고등보통학교 중퇴를 하고 중국 상하이(上海)로 건너갔다. 그곳에서 중국 국민당의 핵심인물을 키우는 상하이 중앙육군군관학교를 졸업한다. 이어 김원봉(金元鳳)이 1938년 한커우(漢口)에서 조직한 조선의용대(朝鮮義勇隊)에 가담해 분대장으로 활약하여 친구 문정일(文貞日)과 함께 팔로군 내에 조직된 조선의용군에 들어가 중국 동북지역에서 무장투쟁을 벌였다. 1943년 호가장 전투에서 다리에 총상을 입고 일본군 포로가 되어 나가사키(長崎)로 끌려가 총상을 입은 한쪽 다리를 자르는 고초를 겪기도 하였다. 일제로부터 징역 10년형을 구형 및 언도받으면서 옥살이를 했으나, 1945년 일제의 패망과 함께 8·15 광복이 되자 풀려났으며, 그 뒤 고국으로 귀국하여 서울에 잠시 머물러 사회주의 활동을 하다가 1946년 월북했다.
월북뒤에 노동신문사 등에서 기자로 일하면서 단편 〈담뱃국〉(문학, 1946. 8)을 발표했다. 그러다가 김일성(金日成)정권에 환멸을 느끼고 1950년 중국으로 망명하였다.
1951년 베이징으로 건너가 옌지 시에 자리를 잡고, 중국문학연구소의 연구원으로 있으면서 여러 편의 작품을 발표했다. 중국의 문화대혁명 기간인 1966년~1976년에는 '반혁명작가'로 몰려 24년간 감옥에서 강제노역을 지내는 비운을 겪기도 하였다.
창작에만 전념하여 1930년대 북간도에서 펼쳐진 항일투쟁을 다룬 전3권의 〈해란강아 말하라〉(1954)와 가난한 어부의 아들이 민족해방의 투사로 성장하는 이야기인 전2권의 〈격정시대〉(1986)를 펴냈다. 중국작가협회 옌볜 분회 부주석을 역임했으며 1990년 이후로는 수 차례 서울에 다녀가기도 했다.
그는 가장 오래까지 살아남은 조선의용대 출신 독립운동가로서, 일명 '조선의용대 마지막 분대장'으로 불렸다. 2001년 9월 25일, 중국 지린성에서 세상을 떠났다.